# 海上移動通信業務標識碼
海事移动服务标识（英語：MMSI, Maritime Mobile Service Identity）是9位數的数字，做為船舶電臺、船舶衛星地面站、海岸電臺、海岸衛星地面電台、以及群呼的唯一識別，通过射频信道以數位形式发送。由於这些标识特殊的形成方式，连接到通用电信网络的电话和电传用户，可以用标识的完全內容或部份內容来自动呼叫船舶。

## 外部連結
- MARITIME MOBILE SERVICE IDENTITY (MMSI) （页面存档备份，存于）, USCG, which was adapted from Appendix 43 of the International Telecommunications Union Radio Regulations
- Table of MIDs （页面存档备份，存于） from ITU